# Peter Klaus Gumpert
Peter-Klaus Gumpert (* 24. April 1938 in Berlin; † 2. Oktober 2023 in Bücknitz) war ein deutscher Boxer.

## Werdegang
Gumpert begann als Jugendlicher mit dem Boxen beim Sportverein BSG Turbine Bewag in Ost-Berlin. Später erlernte er den Beruf des Zimmerers. Noch vor dem Mauerbau ging er nach West-Berlin und begann dort seine Box-Profikarriere. 
Am 8. Juli 1965 boxte er als Profi gegen den Italiener Giulio Rinaldi um die Europameisterschaft im Halbschwergewicht in Rom. Nach diesem Kampf beendete er seine Karriere. Er wurde mehrmals Deutscher Meister als Profiboxer im Halbschwergewicht, insgesamt dreimal zwischen 1962 und 1964. Nach seiner Karriere betrieb er das Eiscafe Gumpert in der Fuggerstraße in Berlin-Schöneberg. Ab den 1990er Jahren lebte er mit seiner Lebensgefährtin im brandenburgischen Bücknitz und betrieb bis 2018 ein Eiscafe mit Pension.